# Emanuel z Lichtenštejna
Emanuel Josef Jan princ z Lichtenštejna (německy Emanuel Joseph Johann Prinz von und zu Liechtenstein) (3. února 1700 Vídeň – 15. ledna 1771 Vídeň) byl rakouský šlechtic, princ z rodu Lichtenštejnů. Po službě v rakouské armádě zastával u dvora funkci nejvyššího hofmistra císařovny-vdovy Amálie Vilemíny, později získal Řád zlatého rouna. Byl majitelem panství na Moravě (Moravský Krumlov) a na Slovensku (Liptovský Hrádok).  Z jeho početného potomstva dva nejstarší synové František Josef a Karel Boromeus založili dvě dodnes existující rodové větve Lichtenštejnů.

## Životopis

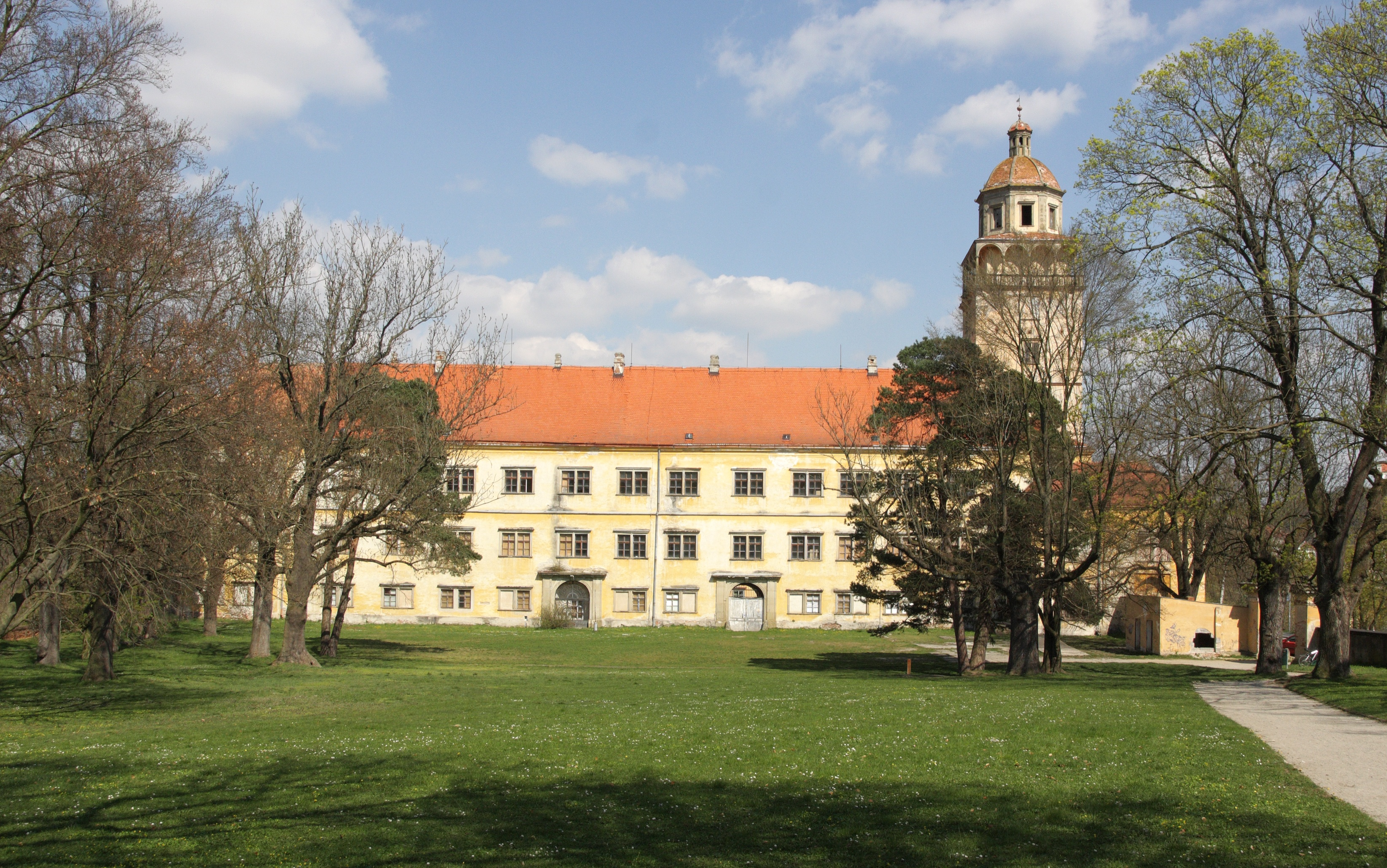
Zámek Moravský Krumlov, majetek Emanuela z Lichtenštejna

Pocházel z knížecího rodu Lichtenštejnů, patřil k sekundogenituře založené Gundakarem z Lichtenštejna. Narodil se ve Vídni jako prostřední ze tří synů císařského generála prince Filipa Erasma z Lichtenštejna (1664–1704), který padl ve válce o španělské dědictví, matkou byla Kristina Terezie, rozená hraběnka Löwenstein-Wertheim (1665–1730). Po otcově úmrtí byl poručníkem Emanuela a jeho bratrů strýc Antonín Florián z Lichtenštejna. Emanuel sloužil od mládí v císařské armádě a již v roce 1722 byl kapitánem. V roce 1723 vstoupil do Maltézského řádu a odjel na Maltu. Vzhledem k početné dětské úmrtnosti v rodině jeho staršího bratra Josefa Václava ale po několika letech na členství v Maltézském řádu rezignoval a v roce 1726 se oženil, aby zajistil dědice. Pokračoval ve službě v armádě a sloužil pod Evženem Savojským, nakonec dosáhl hodnosti plukovníka. V roce 1735 byl jmenován nejvyšším hofmistrem císařovny Amálie Vilemíny, vdovy po Josefu I. Od roku 1735 byl zároveň skutečným tajným radou a ve funkci hofmistra císařovny-vdovy zůstal do její smrti v roce 1742. Nadále patřil ke dvorské společnosti a v roce 1743 se v Praze zúčastnil korunovace Marie Terezie na českou královnu. V roce 1749 získal Řád zlatého rouna.

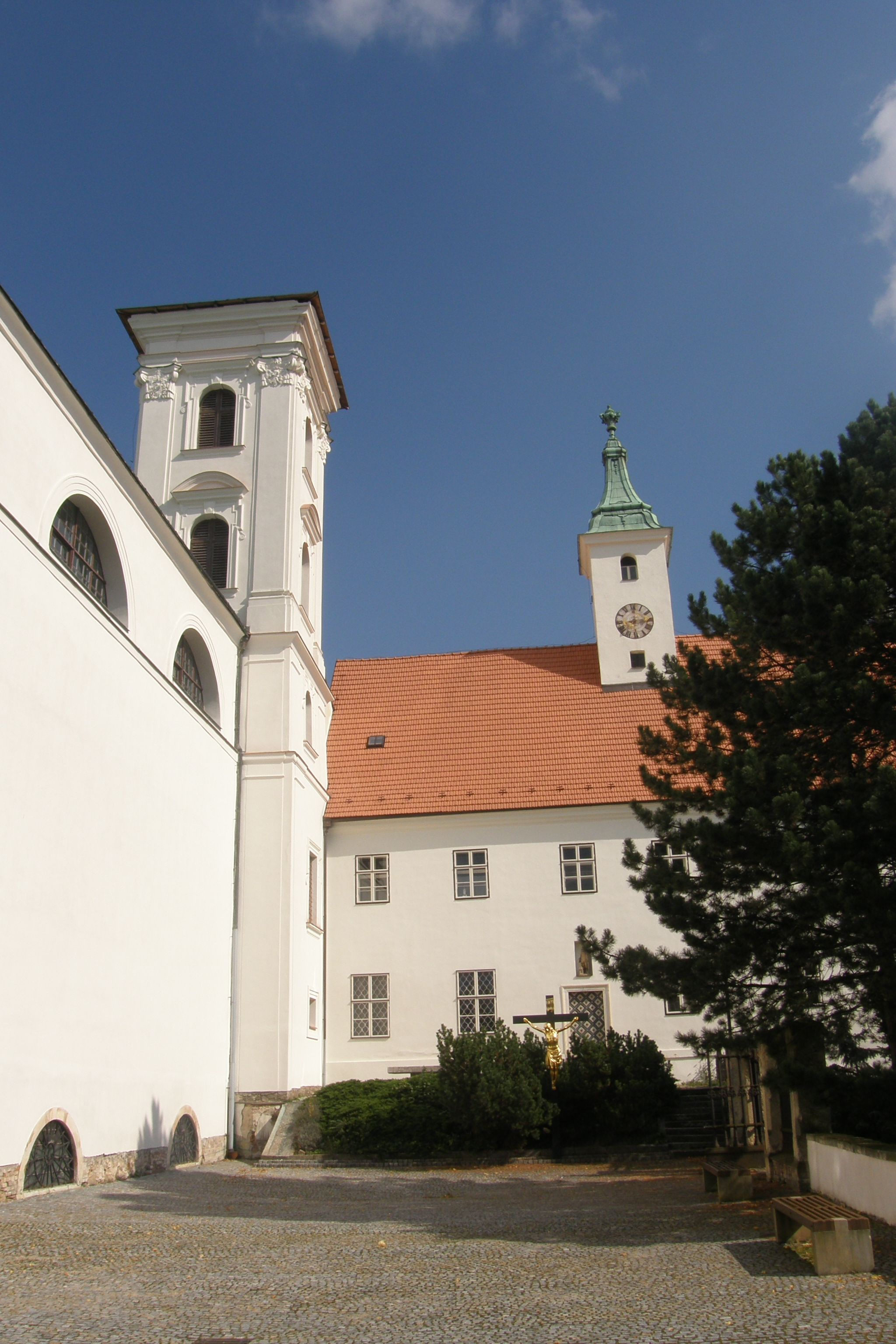
Klášter paulánů ve Vranově u Brna s rodovou hrobkou Lichtenštejnů

Po smrti strýce Antonína Floriána uzavřel v roce 1722 se svými bratry rodinnou dohodu s novým knížetem Josefem Janem Adamem o rezignaci nároků na majetek primogenitury Lichtenštejnů. Jako kompenzaci obdržel roční plat ve výši 36 000 zlatých. Po mladším bratrovi Janu Antonínovi (1702–1724) zdědil panství Liptovský Hrádok v Horních Uhrách. Zde zřízením několika průmyslových provozů přispěl k rozvoji regionu, ale již v roce 1731 prodal panství uherské královské komoře. Na základě další rodinné smlouvy se starším bratrem Josefem Václavem převzal v roce 1751 panství Moravský Krumlov. Zemřel ve Vídni a je pohřben v rodové hrobce ve Vranově u Brna.

### Manželství a potomstvo
V lednu 1726 se ve Vídni oženil s hraběnkou Marií Antonií z Ditrichštejna (1706–1777), dcerou císařského tajného rady a komořího Karla Ludvíka z Ditrichštejna z hollenburské rodové linie. Marie Antonie byla později dámou Řádu hvězdového kříže. Z jejich manželství se narodilo třináct dětí, nejstarší syn František Josef se stal dědicem knížecího titulu a stěžejní části lichtenštejnského majetku. Ten dědil nejprve v roce 1771 po svém otci a o rok později (1772) po strýci Josefu Václavovi. V roce 1772 navíc převzal dědictví po vzdálené tetě Marii Terezii Savojské a díky tomu po mnoha desetiletích soustředil v jedné osobě obrovský majetek Lichtenštejnů v Čechách a na Moravě.
- 1. František Josef I. kníže z Lichtenštejna (1726–1781), císařský tajný rada, diplomat, rytíř Řádu zlatého rouna, 1772 dědic knížecího titulu, majitel panství Valtice, Lednice, Břeclav, Branná, Plumlov, Moravská Třebová, Zábřeh, Úsov, Lanškroun, Kostelec nad Černými lesy, Uhříněves atd., ∞ 1750 Marie Leopoldina hraběnka ze Šternberka (1733-1809)

- 2. Karel Boromeus Josef (1730–1789), c.k. polní maršál, tajný rada, komoří, rytíř Řádu zlatého rouna, majitel panství Moravský Krumlov, ∞ 1761 Marie Eleonora princezna zu Oettingen-Spielberg (1745-1812)

- 3. Filip Josef František (1731–1757), c.k. plukovník, padl v bitvě u Štěrbohol za sedmileté války

- 4. Emanuel Josef Bartoloměj (1732–1738)

- 5. Jan Josef Simplicius (1734–1781), c.k. polní podmaršál, velitel v Modeně

- 6. Antonín Josef Jan (1735–1737)

- 7. Josef Václav Ladislav (1736–1739)

- 8. Marie Amálie Zuzana (1737–1787), dáma Řádu hvězdového kříže, ∞ 1754 Jan Zikmund kníže z Khevenhüller-Metsche (1732–1801), zplnomocněný ministr v Miláně, císařský vyslanec v Portugalsku a Sardinii, c.k. tajný rada, komoří, nositel velkokříže Řádu sv. Štěpána, majitel panství Komorní Hrádek

- 9. Marie Anna Terezie (1738–1814), dáma Řádu hvězdového kříže, palácová dáma, ∞ 1754 Emanuel Filibert hrabě z Valdštejna-Vartemberka (1731–1775), c.k. komoří, majitel panství Duchcov, Horní Litvínov

- 10. Františka Xaverie Marie (1739–1821), dáma Řádu hvězdového kříže, ∞ 1755 Charles Joseph kníže de Ligne (1735–1814), c.k. polní maršál, rytíř Řádu zlatého rouna, španělský grand I. třídy, komandér Řádu Marie Terezie

- 11. Marie Kristina Anna (1741–1819), dáma Řádu hvězdového kříže, ∞ 1761 František Ferdinand hrabě Kinský z Vchynic a Tetova (1738–1806), c.k. komoří, podplukovník, majitel panství Chlumec nad Cidlinou a Kratonohy

- 12. Marie Terezie Anna (1741–1766), dáma Řádu hvězdového kříže, ∞ 1763 Karel Jeroným Pálffy z Erdődu (1735–1816), dvorský kancléř pro Uhry a Sedmihradsko, c.k. tajný rada, komoří, rytíř Řádu zlatého rouna, nositel velkokříže Řádu sv. Štěpána, 1807 povýšen na knížete

- 13. Leopold Josef (1743–1771), c.k. polní strážmistr

Emanuelův starší bratr Josef Václav z Lichtenštejna (1696–1772) proslul jako diplomat a vojevůdce, byl velvyslancem ve Francii a v armádě dosáhl hodnosti polního maršála. Byl také nositelem knížecího titulu, který pak dědictvím přešel na Emanuelova nejstaršího syna Františka Josefa I.